# Tinel Gheorghe
Tinel Gheorghe (n. 22 ianuarie 1964, Sighișoara, Mureș, România) este un fost deputat român, ales în legislaturile 2008-2012, 2012-2016 și 2016-2020. 
În timpului mandatului a trecut la grupul parlamentar al Partidului Național Liberal.